# Chimarra spitzeri
Chimarra spitzeri är en nattsländeart som beskrevs av Malicky 1994. Chimarra spitzeri ingår i släktet Chimarra och familjen stengömmenattsländor. Inga underarter finns listade i Catalogue of Life.